# پشت‌پهنه

پشت‌پهنه زنبور بی‌عسل با شماره ۱۹ نشان داده شده است.

به هر یک از پوسته‌های پوشاننده بخش پشت‌کمری بدن بندپایان پُشت‌پَهنه (tergum) می‌گویند. گاه اصطلاح پشت‌پهنه برای مجموعه این پوسته‌ها (بدون بخش سر) به‌کار می‌رود و در آن صورت به هر یک از پوسته‌ها پشت‌پهنک tergites یا سخت‌پهنک sclerites گفته می‌شود.
لبه قسمت پیشین پشت‌پهنه را پایه و لبه قسمت پسین را نوک یا کناره می‌گویند. ادامه‌های کناری بخش پشتی هر پشت‌پهنک را پیراسینه‌پوش paranotum می‌گویند. 
بخش پشتی بدن بندپایان، پُشتگاه dorsum و بخش شکمی آن‌ها جناغ‌گاه Sternum نام دارد.